# Georges-Vanier (métro de Montréal)
Pour les articles homonymes, voir Georges et Vanier.
Georges-Vanier est une station sur la ligne orange du métro de Montréal, située dans le quartier Petite-Bourgogne. Cette station est la moins achalandée du réseau, notamment en raison du fait qu'aucune ligne d'autobus ne la dessert jusqu'en août 2024.

## Services aux voyageurs

### Accès et accueil
La station dispose d'un unique édicule d'accès, situé au 2040, rue Sainte-Antoine Ouest. L'édicule de la station est composé de quatre niveaux : le niveau de rue, le niveau de loge, le niveau de passerelle et le niveau des quais. L'accès au métro, ainsi qu'une station de Bixi sont situés au niveau de rue. Un escalier fixe et un escalier mécanique montant vers l'accès relient les niveaux de rue et de loge. Une distributrice de billets, un loge d'agent de station, des tourniquets et un distributeur automatique sont situés au niveau de loge. Un escalier fixe et des escaliers mécaniques dans les deux sens relient les niveaux de loge et de passerelle. La passerelle relie les deux quais latéraux et le niveau de loge. Des escaliers fixes relient entre la passerelle et les quais en direction de Montmorency et de Côte-Vertu.

### Desserte
La station est desservie par les rames qui circulent sur la ligne orange. Le premier passage a lieu tous les jours à 5 h 46 en direction de Montmorency et à 5 h 51 en direction de Côte-Vertu. Le dernier passage a lieu : direction Montmorency à 0 h 46 en semaine et le dimanche et à 1 h 16 le samedi, direction Côte-Vertu à 1 h 4 en semaine et le dimanche et à 1 h 34 le samedi. Les fréquences de passage sont de 2 à 7 minutes aux heures de pointe, de 3 à 8 minutes hors pointe et de 6 à 11 minutes en fin de semaine.

### Intermodalité
Depuis le 26 août 2024, une ligne de bus dessert la station, 57 Charlevoix. 
Une station de Bixi est située devant la station, sur la rue Saint-Antoine.

## Origine du nom
La station est nommée en l'honneur de Georges Vanier, 19e gouverneur général du Canada et l'un des fondateurs du Royal 22e Régiment.

## Principales intersections à proximité
- rue St-Antoine / boulevard Georges-Vanier

## Centres d'intérêt à proximité
- Centre communautaire des Noirs
- CLSC St-Henri
- Centre communautaire Bon Pasteur